# Triepeolus cressonii
Triepeolus cressonii är en biart som först beskrevs av Robertson 1897.  Triepeolus cressonii ingår i släktet Triepeolus och familjen långtungebin. Inga underarter finns listade i Catalogue of Life.